# Monument a Mossèn Cinto Verdaguer (Girona)
El Monument a Mossèn Cinto Verdaguer és una escultura pública exterior del municipi de Girona inclosa en l'Inventari del Patrimoni Arquitectònic de Catalunya. És un monument format per un volum de pedra que presenta tres parts. El sòcol o basament que conté la pica de l'aigua. La font emmarcada, per un semicercle, amb una figura animal per on raja l'aigua i la part superior en forma de frontó circular amb un medalló amb la imatge del poeta Mossèn Cinto Verdaguer en el seu interior.